# Остерларс (церква)
55°10′17″ пн. ш. 14°57′42″ сх. д. / 55.17138889° пн. ш. 14.96166667° сх. д.
Церква Остерларс (Østerlars kirke) — історична будівля, розташована на північ від села Остерларс, 5 км на південь від Гудхʼєма на острові Борнгольм, Данія. Це найбільша і, можливо, найстаріша з чотирьох круглих церков острова.  

## Історія
Побудована приблизно в 1160 році, ця структура складається з апсиди, овальної вівтарниці, великої круглої нави та має три рівні. Є свідчення, що у минулому церкву облаштовували як укріплення, а верхній поверх слугував місцем для стрільців. Церква присвячена святому Лаврентію (лат. Laurentius, дат. Lars).  Будівля є однією з найстаріших романських церков Данії. На основі монет, датованих 1157 роком, знайдених у підлозі, дата будівництва, ймовірно, приблизно 1160 рік. Стіна з польового каменю стоїть на фундаменті з борнхольмського вапняку. Подвійна аркова апсида схожа на Апсиду Лундського собору. Кругла нава має зовнішній діаметр 16 метрів. У його центрі знаходиться велика кругла порожниста колона шириною шість метрів. Отвір веде до невеликої кімнати, відомої як піч, усередині колони.  
Спочатку тут були невеликі романські вікна, але після Реформації вони були розширені. Протягом 16 століття для підтримки зовнішньої стіни було додано кілька контрфорсів. Конічний дах був замінений у 17 столітті. Ґанок 1870 р. 
Дзвіниця стоїть окремо від церкви на подвір'ї; вежа була оригінальною в'їзною та надбрамною вежею. Є два рунічні камені, один всередині ґанку (бл. 1100 р.), а інший зовні (бл. 1070 р.). 

## Оздоблення

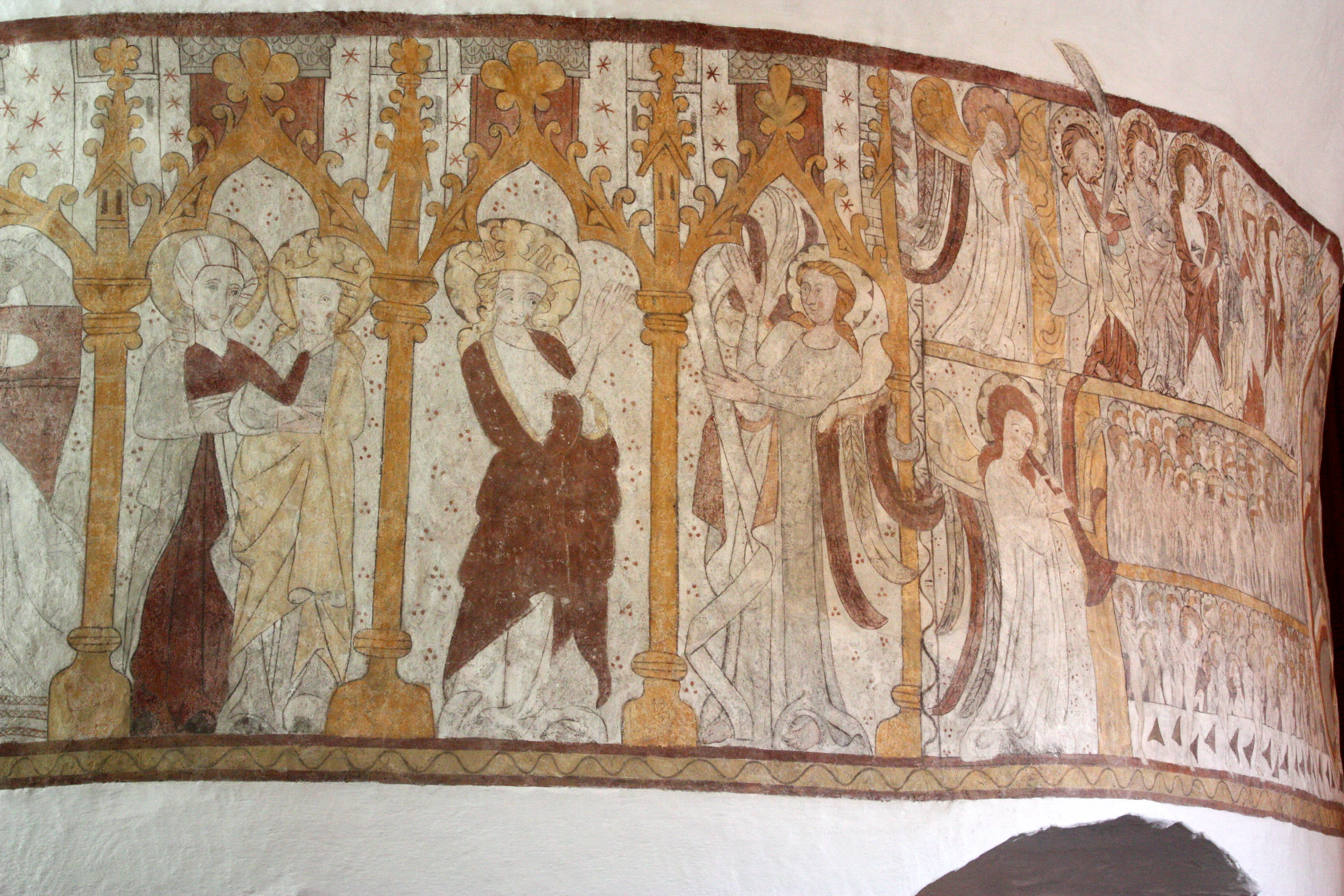
Фрески

Центральну колону церкви прикрашають фрески або калькмалер’єри 1350 р., які показують біблійні сцени від Благовіщення до Страстей, що закінчуються Днем Суду, коли Ісус судить людство. Багато оголених фігур відправляються в пекло, яке символізує величезний дракон. Ймовірно, вони були розписані приблизно через 140 років після побудови церкви.   Фрески, які були приховані вапняком з часів Реформації, були виявлені в 1882 році. Вперше їх відновив Якоб Корнеруп у 1889 році, потім у 1960 році Г. М. Лінд. У 2005 році Національний музей Данії провів подальші реставраційні роботи.  Амвон 1595 року. Різьблений вівтарний образ бл. 1600.

## Круглі церкви Борнгольма
Борнгольм відомий своїми чотирма круглими церквами, побудованими в 12 і 13 століттях. Інші круглі церкви на Борнгольмі — Найкер, Найларс і Ольскер. Усі вони є дивовижними архітектурними спорудами з низкою спільних рис. 

## Галерея

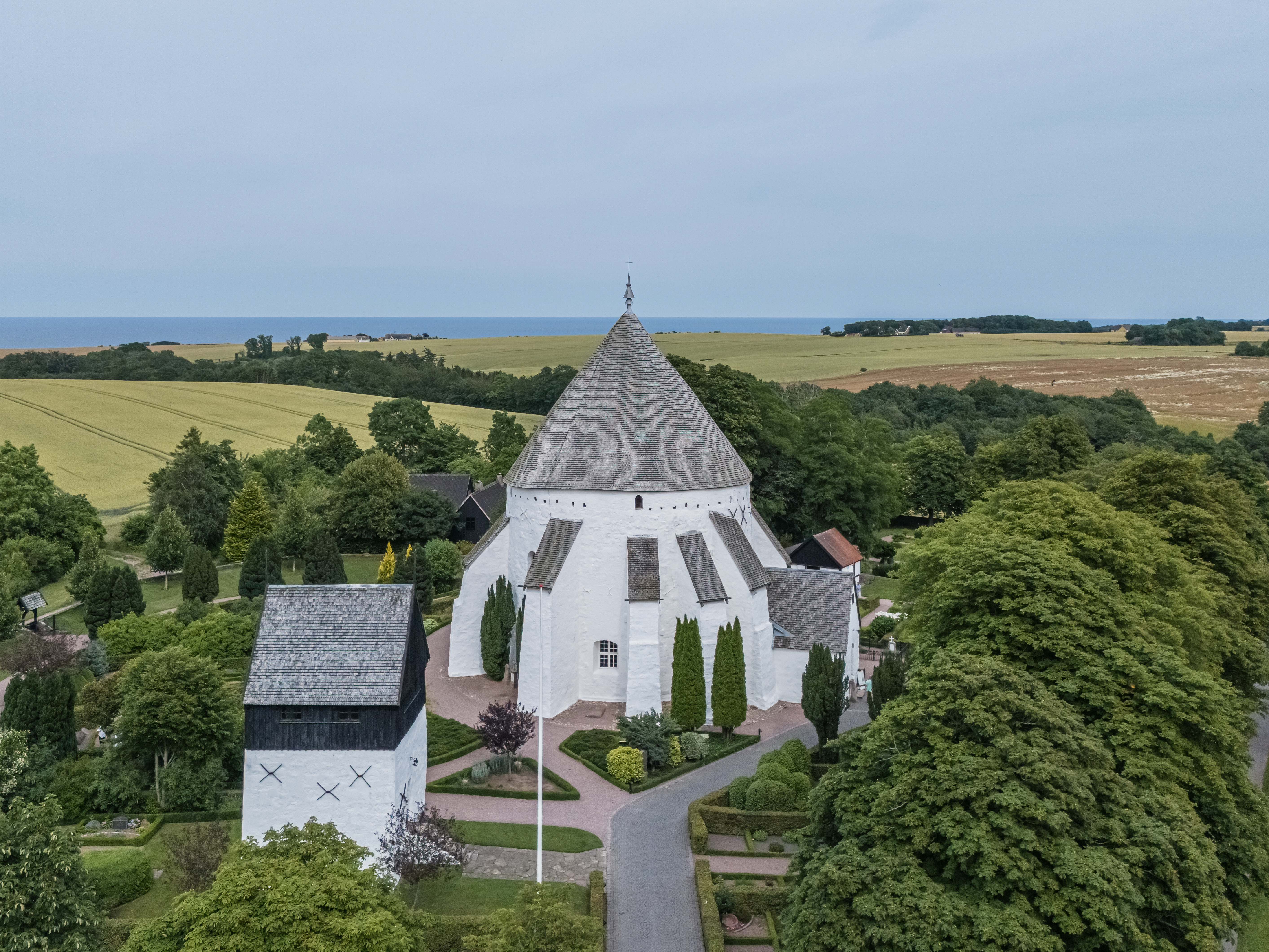
Окремо стояча вежа
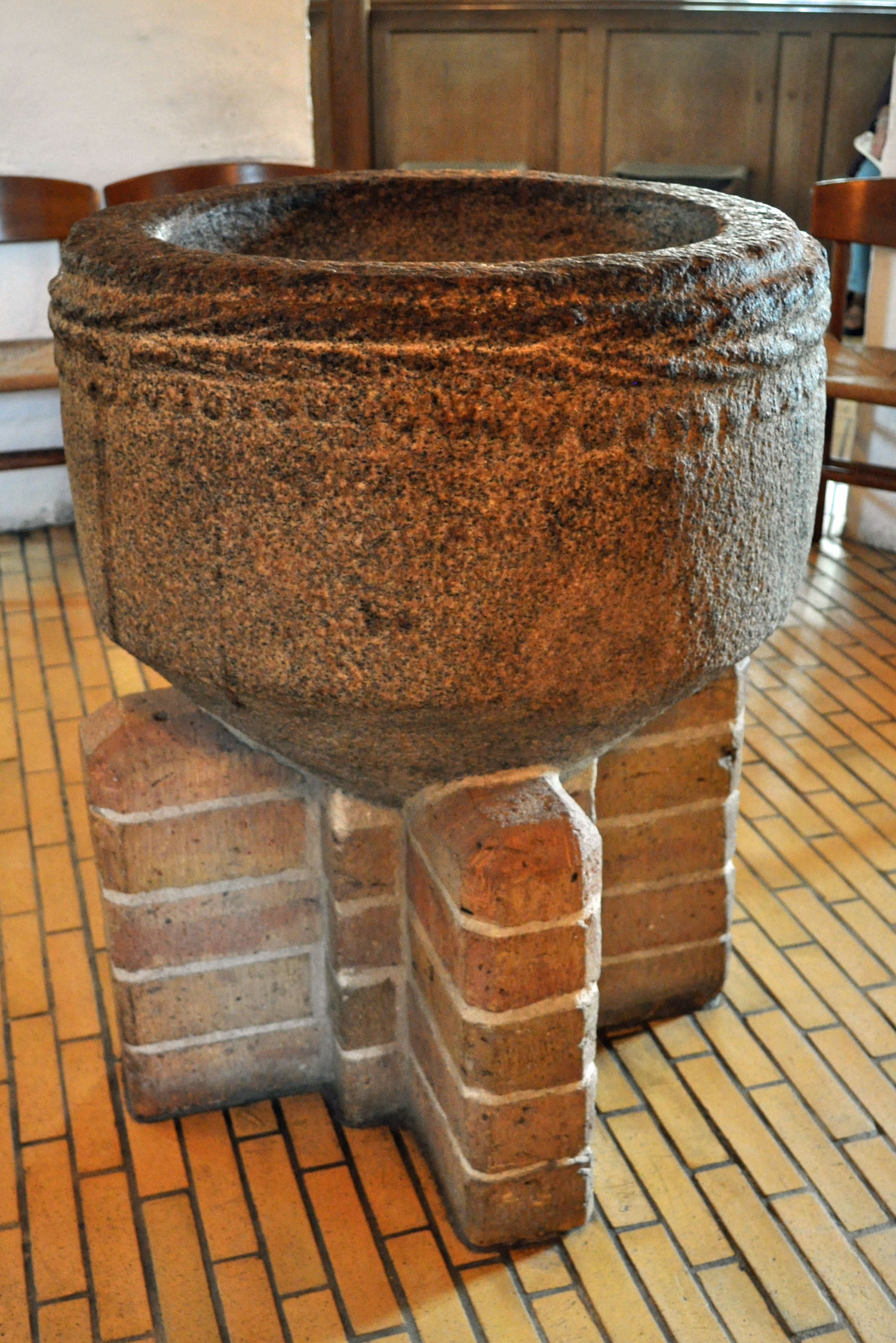
Хрещенська
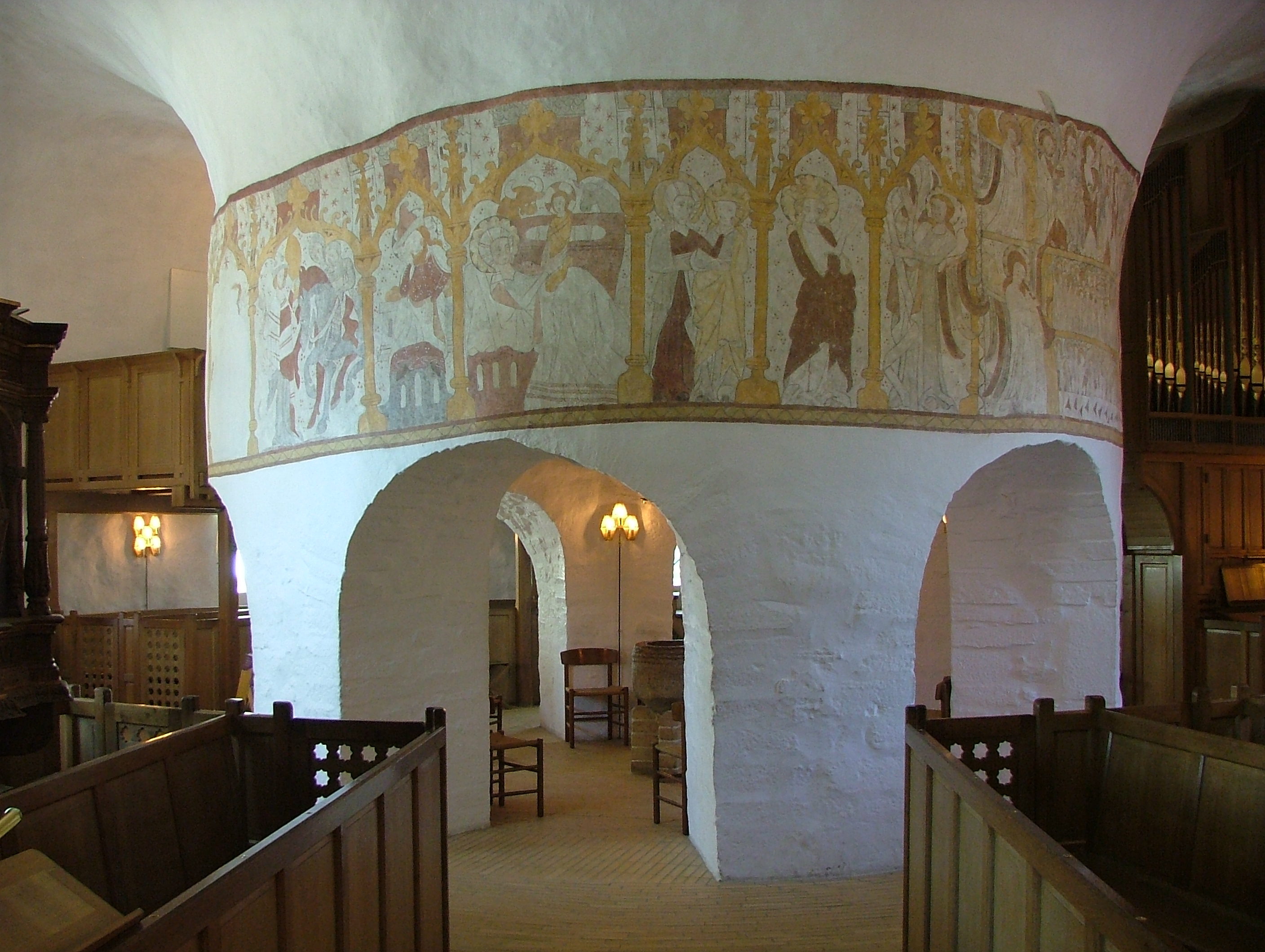
Центральна колона з фресками
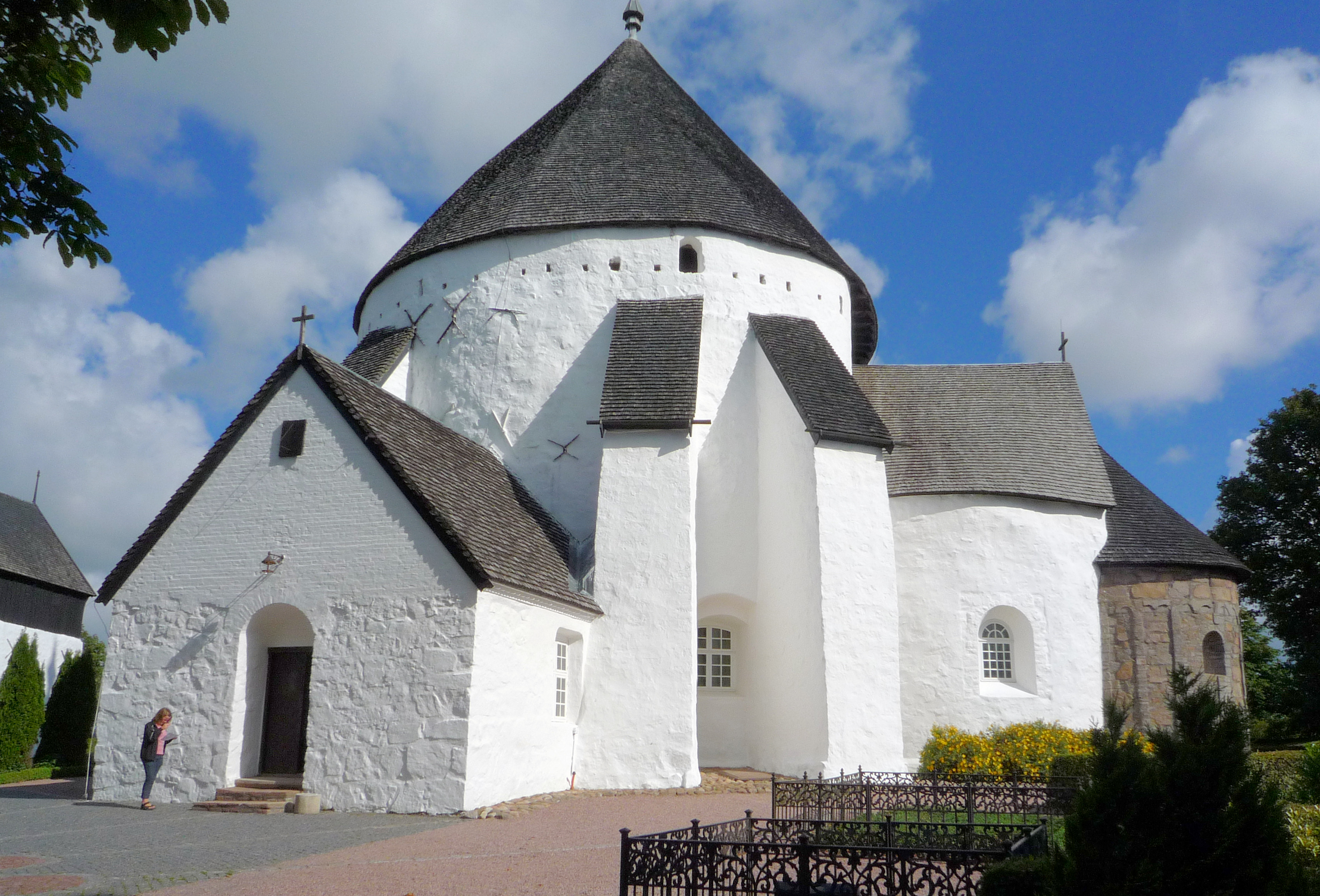
Церква Остерларс
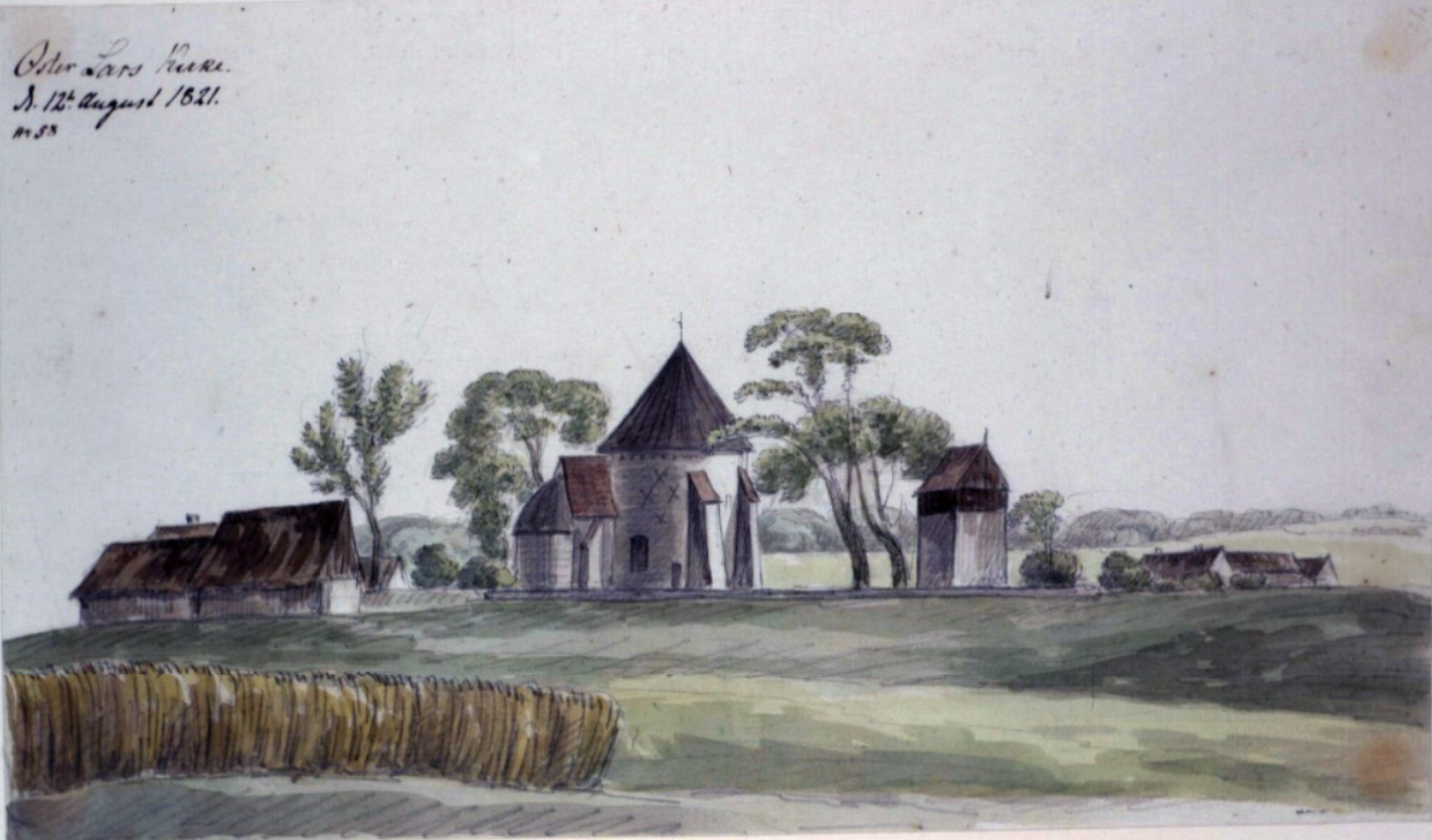
Оле Йорген Раверт: Церква Остерларс, 12 серпня 1821 р

## Дивись також
- Архітектура Данії
- Ротонда (архітектура)